# Félines, Haute-Loire
Félines là một xã thuộc tỉnh Haute-Loire nam trung bộ nước Pháp. Xã Félines, Haute-Loire nằm ở khu vực có độ cao trung bình 1018 mét trên mực nước biển.